# 東条城
東条城（とうじょうじょう）は、三河国幡豆郡横須賀村東条（現・愛知県西尾市吉良町駮馬字城山）にあった、中世の日本の城（平山城）。東条吉良氏・東条松平氏の居城。桜が植えられており、花見スポットになっている。

## 沿革
築城年代は不明。一説によると、承久3年（1221年）に、足利義氏が築き、三男吉良義継を入れる。以後、義継を祖とする前期東条吉良氏と吉良尊義を祖とする後期東条吉良氏の居城となった。
城主の吉良氏は、戦国時代の義昭の時に永禄4年・同6年（1563年）と松平氏の攻撃に相次いで敗れて退城、以後は東条松平家の居城となる。天正9年（1581年）城主松平家忠（甚太郎）が無嗣で病没し、家康の四男・松平忠吉が家忠養子となるが東条城には入らず、翌天正10年（1582年）には忠吉が駿河国沼津城主となり東条城は廃城となった。
その他、室町時代には冷泉為和が訪れて連歌の会が行われたり、織田信長や徳川家康は鷹狩の際に訪れている。
城跡は現在「古城公園」として整備され、1992年（平成4年）に模擬櫓門と模擬櫓が復元されていたが、2021年（令和3年）に老朽化のため取り壊された。

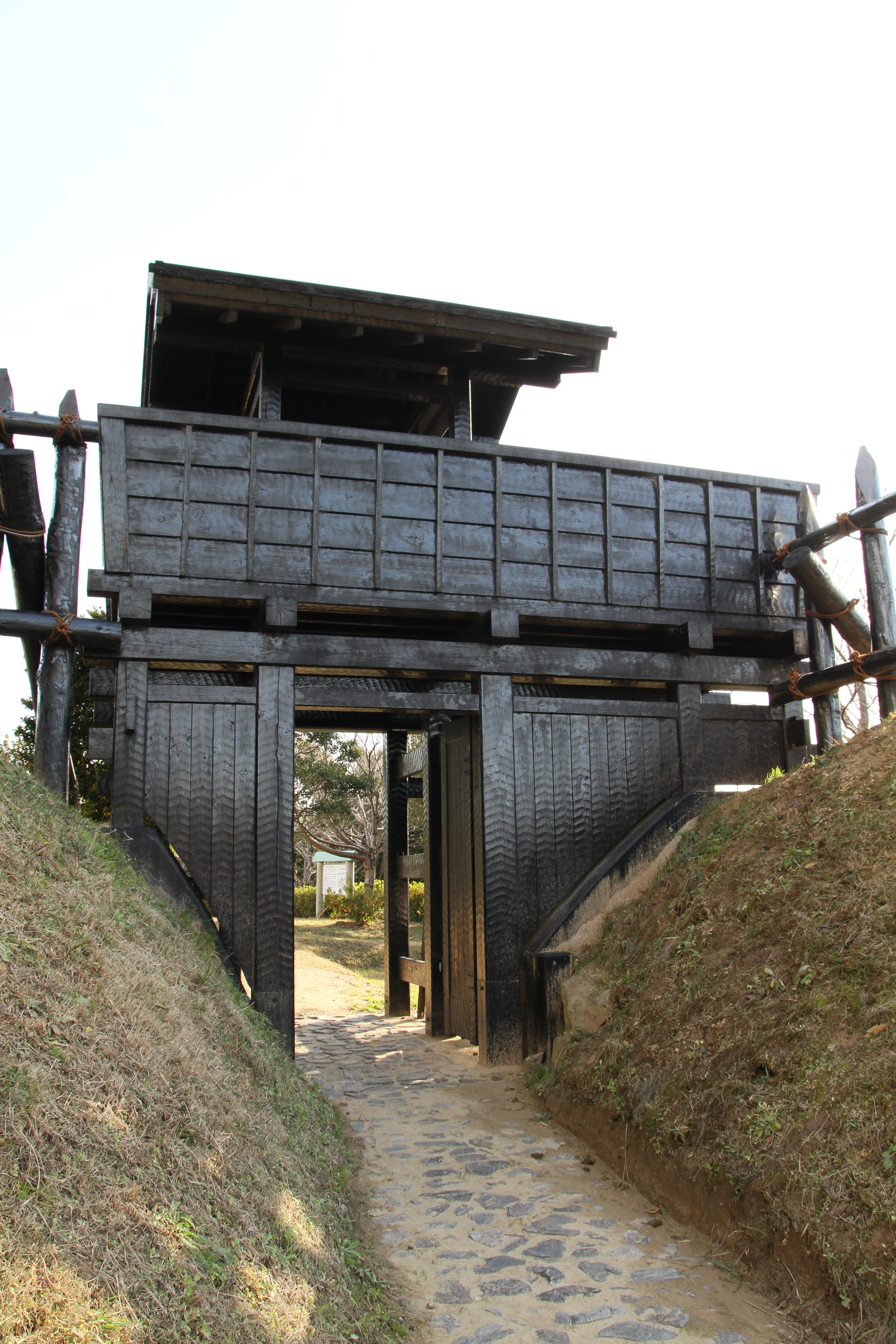
模擬櫓門
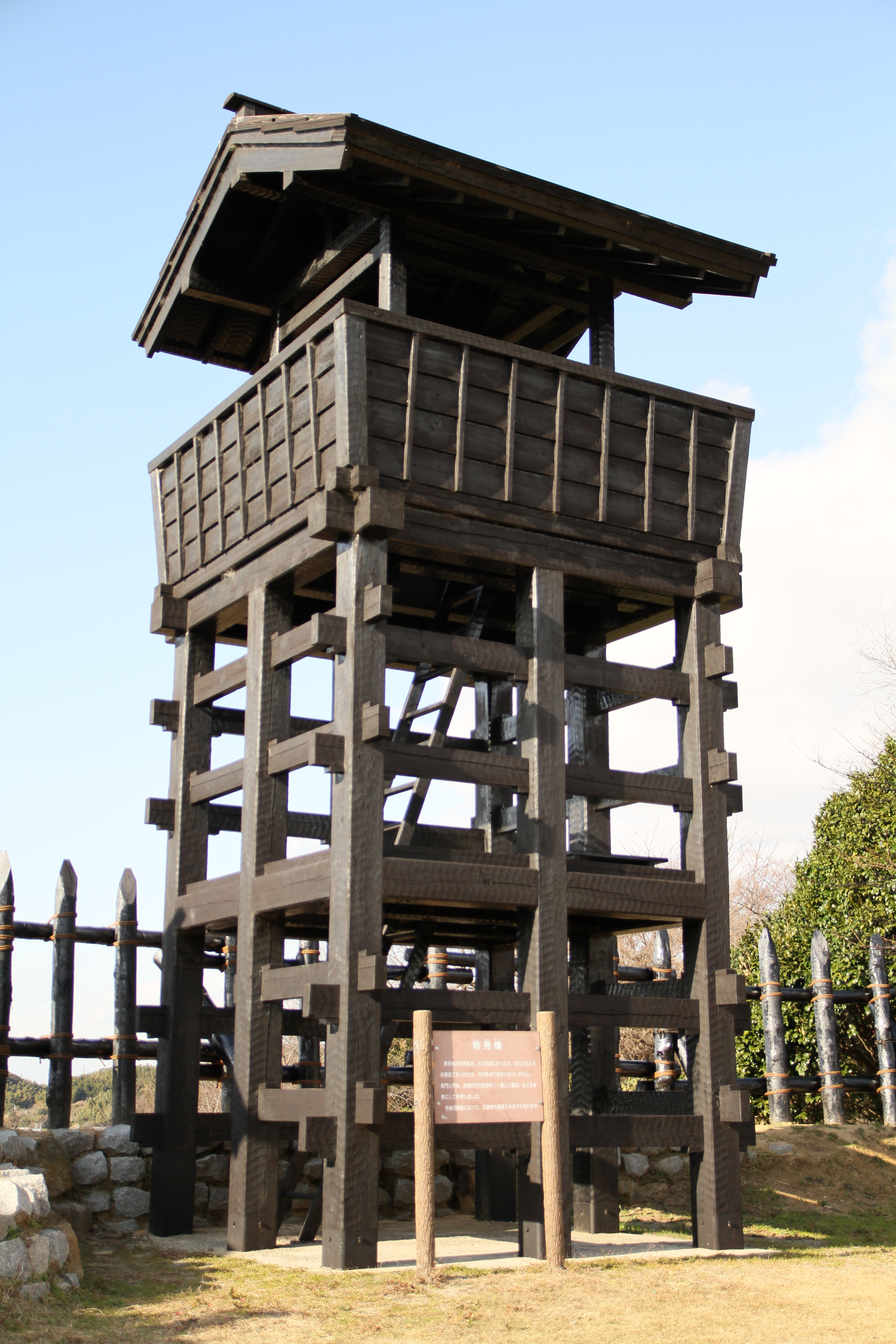
模擬櫓